# Eleutherodactylus leberi
Espèce
Statut de conservation UICN

 EN B1ab(iii)+2ab(iii) : En danger
Eleutherodactylus leberi est une espèce d'amphibiens de la famille des Eleutherodactylidae.

## Répartition
Cette espèce est endémique de Cuba. Elle se rencontre dans les provinces de Santiago de Cuba et de Granma de 300 à 465 m d'altitude dans la Sierra Maestra.

## Description
Les mâles mesurent jusqu'à 33 mm.

## Étymologie
Cette espèce est nommée en l'honneur de David C. Leber.

## Publication originale
- Schwartz, 1965 : A new Cuban Eleutherodactylus of the of the auriculatus group. Herpetologica, vol. 21, p. 27-31.